# IC 1452
IC 1452 је елиптична галаксија у сазвјежђу Пегаз која се налази на листи објеката дубоког неба у Индекс каталогу.
Деклинација објекта је + 10° 52' 5" а ректасцензија 22h 45m 59,2s. Привидна величина (магнитуда) објекта IC 1452 износи 14,5 а фотографска магнитуда 15,5. IC 1452 је још познат и под ознакама NGC 7374B, MCG 2-58-6, CGCG 430-5, IRAS 22435+1035, ARAK 565, KCPG 572A, PGC 69675.